# Urocyon cinereoargenteus
El zorro gris (Urocyon cinereoargenteus) es una especie de mamífero carnívoro de la familia Canidae distribuida por el continente americano, desde el sur de Canadá a Venezuela. Se trata de una de las dos especies actuales agrupadas dentro del género Urocyon, el cual es autóctono de Norteamérica. Algunos cánidos del género Lycalopex que habitan en el cono sur americano también son llamadas a veces zorros grises, pero no están emparentados de forma estrecha con esta especie. Es un zorro pequeño, de color gris rojizo. Habita en distintos ecosistemas, desde tropicales a templados y tiene hábitos trepadores. Se alimenta de pequeños vertebrados, frutos y semillas. No se encuentra en peligro de extinción su especie.

## Descripción

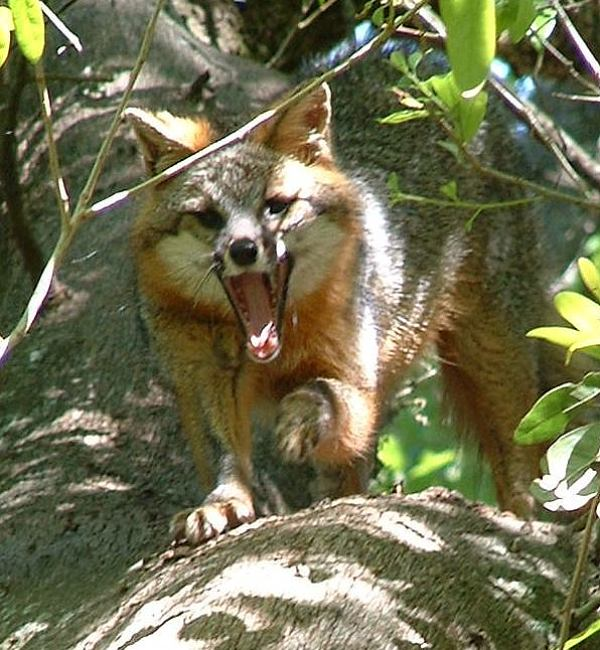
Zorro gris de Florida

El tamaño es similar al del coyote, pero sería difícil confundir estos animales entre sí. El zorro gris tiene el hocico más corto y agudo, las orejas más desarrolladas y las patas proporcionalmente más cortas. La cola es larga y espesa, muy poblada. El pelaje es gris oscuro o plateado en el dorso, volviéndose rojizo en los flancos y las patas y blanco en el vientre. Una banda de pelo negro cruza el cuerpo desde la nuca a la punta de la cola, siguiendo todo el lomo del animal. Los carrillos y garganta son blancos, y se aprecian dos rayas finas de pelo negro que parten desde los ojos hacia atrás.

## Hábitat y alimentación

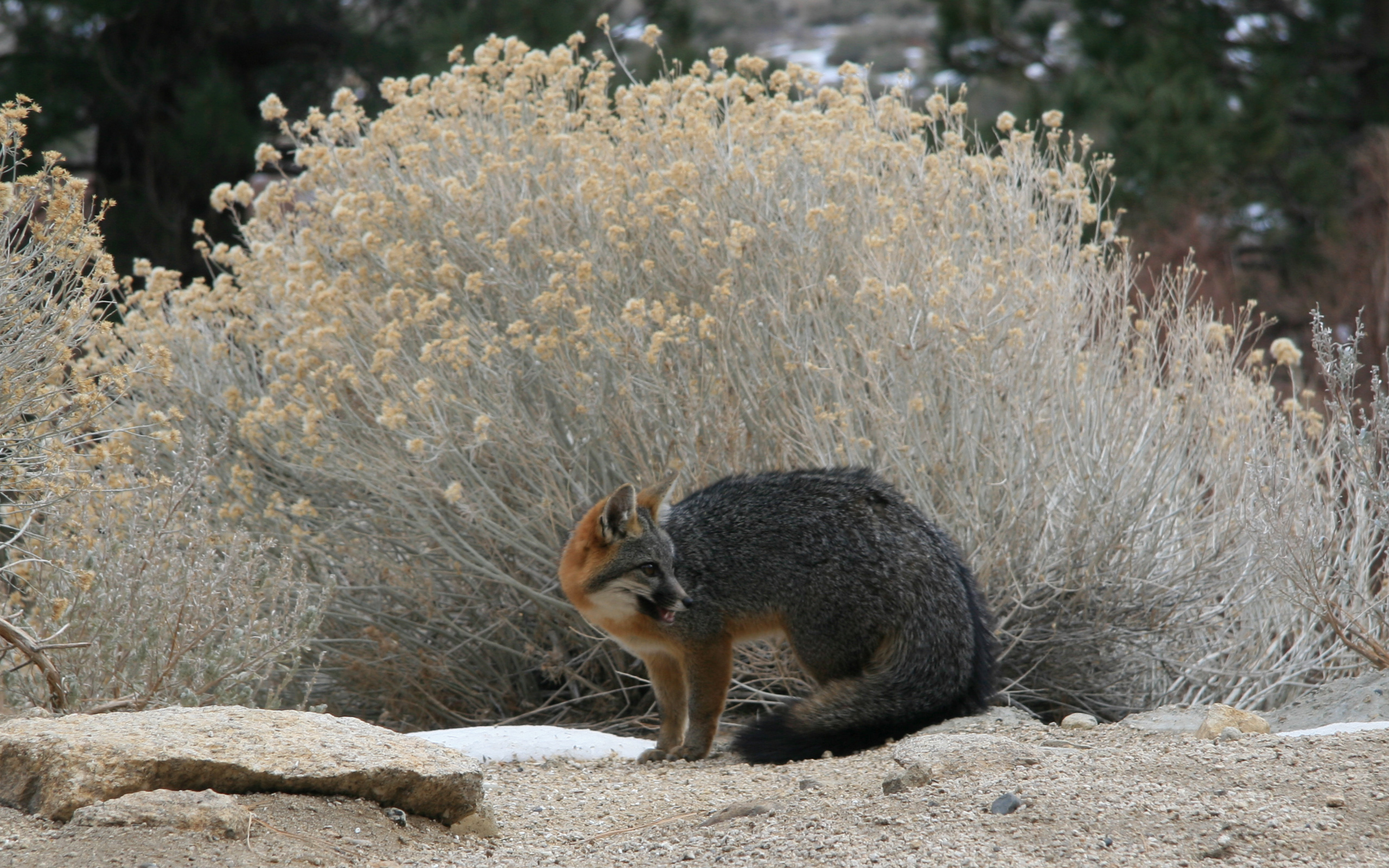
Zorro gris de Sierra Nevada.

Los zorros grises habitan en bosques más o menos cerrados y son los únicos cánidos (junto a sus próximos parientes, los zorros isleños) capaces de trepar a los árboles. También se les puede ver en zonas de matorral espeso y, aunque prefieren lugares poco alterados por la mano del hombre, ocasionalmente se acercan hasta zonas de cultivo y núcleos de población. Cazan pequeños animales como pájaros, ardillas y ratones y complementan su dieta con pequeños frutos como las bayas y carroña.
Es posible que en tiempos antiguos el zorro gris fuera domesticado o semidomesticado por los indios de la actual California y del desierto de Sonora, donde sus restos aparecen en varios yacimientos arqueológicos. Los humanos fueron también, probablemente, quienes introdujeron al zorro gris en las Islas Santa Bárbara, frente a las costas de California. Allí dieron lugar mediante un acusado proceso de enanismo insular al zorro isleño, el cánido más pequeño de América del Norte.

## Reproducción

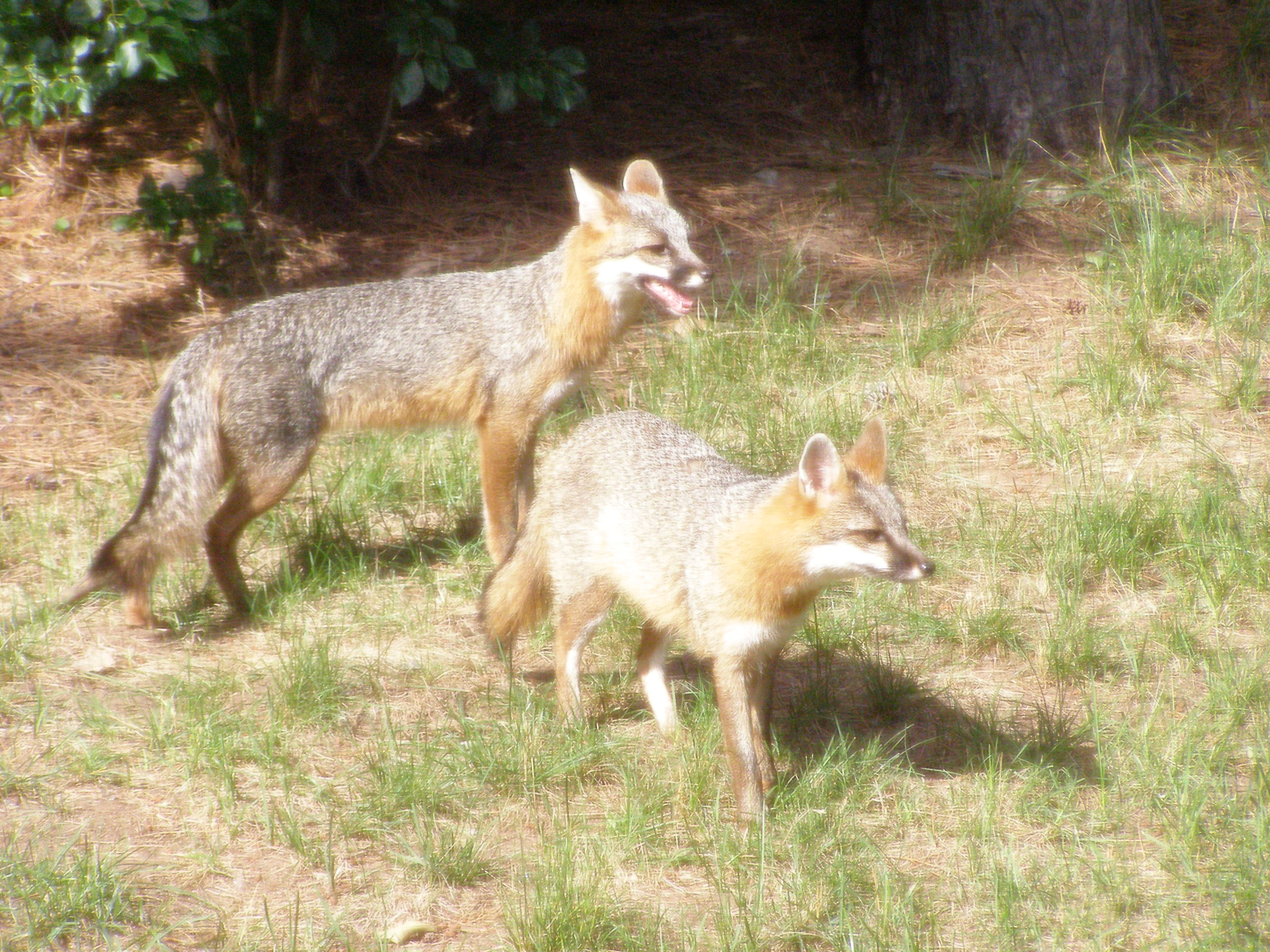
Zorros grises macho y hembra adultos.

Los zorros grises son monógamos y se aparean a principios de la primavera. Unos dos meses después las hembras paren un número variable de crías que maduran antes del año de edad. Pueden vivir unos 8 años, longevidad común en varias especies de zorros. No existe un auténtico dimorfismo sexual entre machos y hembras, que solo se diferencian por el menor tamaño de estas.

## Subespecies
Hay 16 subespecies reconocidas:
- Urocyon cinereoargenteus borealis (Nueva Inglaterra)
- Urocyon cinereoargenteus californicus (sur de California)
- Urocyon cinereoargenteus cinereoargenteus (este de Estados Unidos)
- Urocyon cinereoargenteus costaricensis (Costa Rica)
- Urocyon cinereoargenteus floridanus (estados del Golfo de México)
- Urocyon cinereoargenteus fraterculus (Yucatán)
- Urocyon cinereoargenteus furvus (Panamá)
- Urocyon cinereoargenteus guatemalae (sur de México y sur de Nicaragua)
- Urocyon cinereoargenteus madrensis (sur de Sonora, suroeste de Chihuahua y noroeste de Durango)
- Urocyon cinereoargenteus nigrirostris (suroeste de México)
- Urocyon cinereoargenteus ocythous (estados de la planura central)
- Urocyon cinereoargenteus orinomus (sur de México, istmo de Tehuantepec)
- Urocyon cinereoargenteus peninsularis (Baja California)
- Urocyon cinereoargenteus scottii (suroeste de Estados Unidos y norte de México)
- Urocyon cinereoargenteus townsendi (norte de California y Oregón)
- Urocyon cinereoargenteus venezuelae (Colombia y Venezuela)